# Севастикоглу, Георгос
Георгос Севастикоглу (греч. Γιώργος Σεβαστίκογλου; 12 октября 1913 года, Стамбул — 1990 год, Афины) — греческий драматург, переводчик и режиссёр. Участник греческого Движения Сопротивления (1940—1945).

## Биография
Родился в 12 октября 1913 года в стамбульском районе Фенер. С началом Первой мировой войны, в 1914 году его семья переехала в Афины.

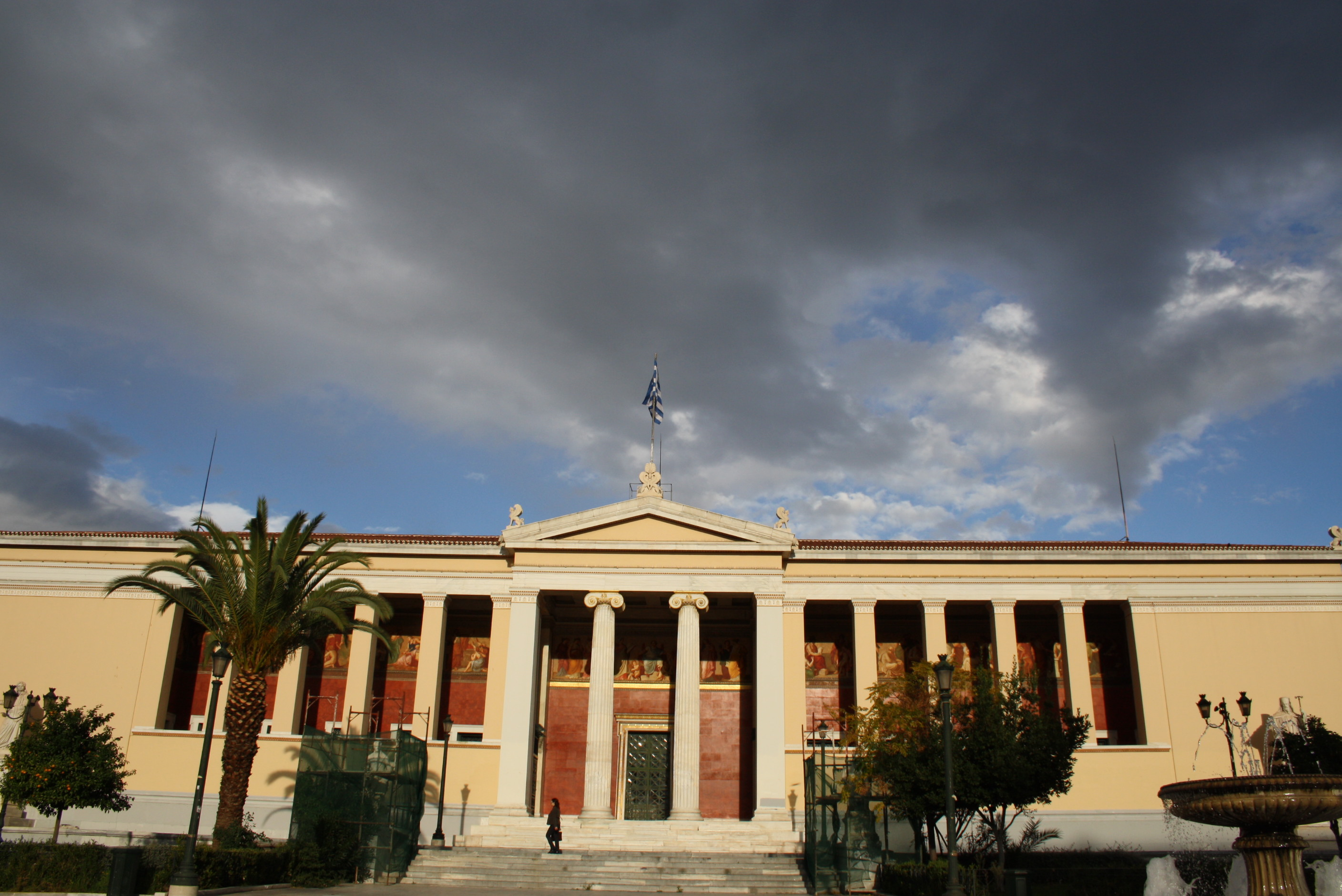
Афинский университет

Окончил юридический факультет Афинского университета, но выбрал для себя другой путь.
Севастикоглу был одним из основателей Художественного театра. в 1942 году первёл «Своневитту» Августа Стриндберга, который был поставлен в театре режиссёром Карлосом Куном. Со спектакля «Константин и Елена» началась его двойная карьера — режиссёра и переводчика. Он возглавлял секцию в Объединенной труппе художников, которая с 1945 года притягивала к себе левых драматургов и актеров.

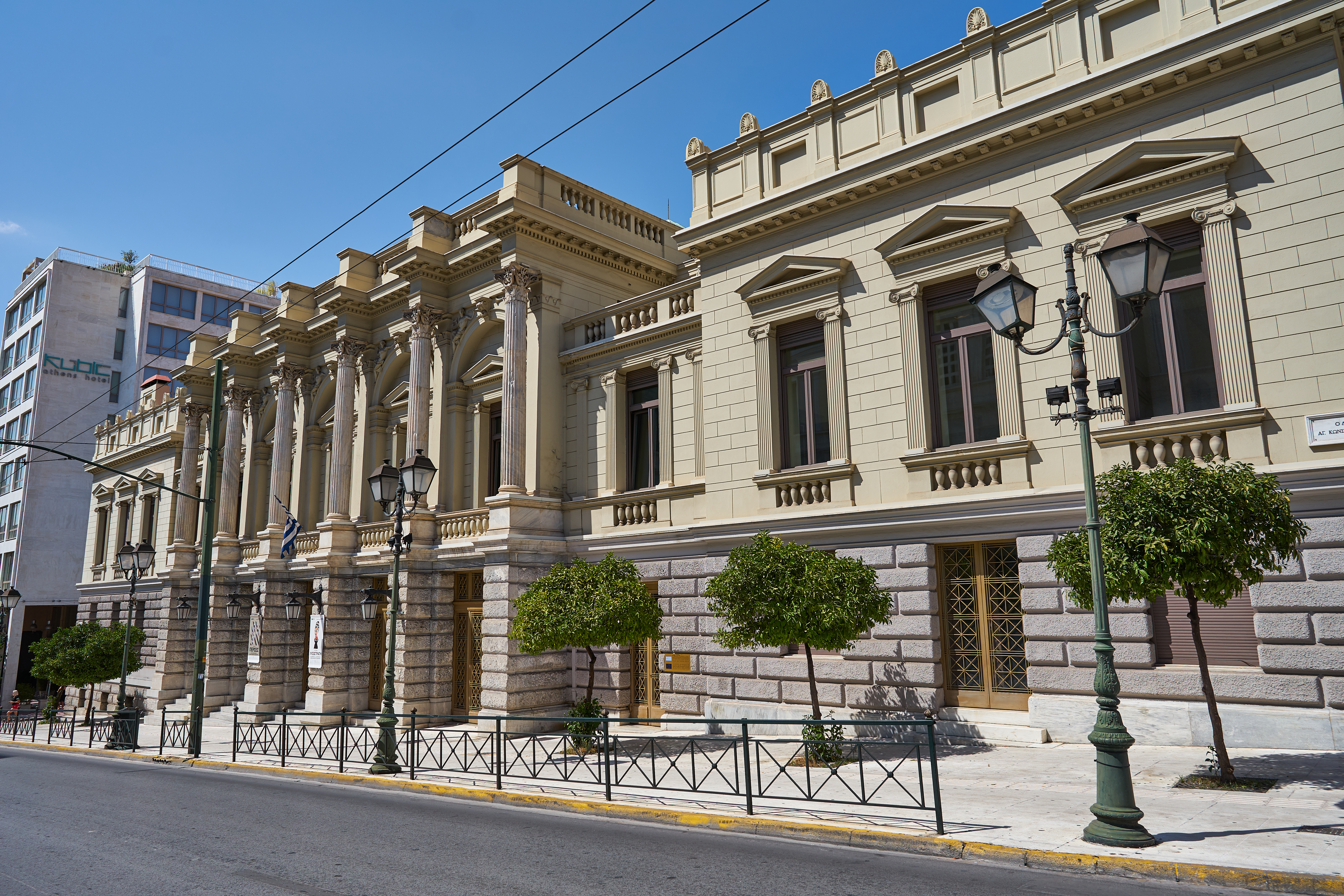
Национальный театр в Афинах

Севастикоглу руководил съемочной группой Демократической армии Греции в горах Граммос. После окончания Гражданской войны (1946—1949) он вместе с женой Алки Зеи был вынужден покинуть страну. Они наши убежище в Советском Союзе, сначала в Ташкенте, а затем в Москве. Севастикоглу учился в Московском театральном институте и стал известен как режиссер и переводчик. Пьеса Севастикоглу «Анджела», переведенная автором на русский язык, была поставлена на сценах восемнадцати советских театров, в том числе в театре Вахтангова.
В 1965 году Севастикоглу вернулся в Грецию. Он сотрудничал в качестве режиссёра с труппой Александракиса Георгулиса, а Каролос Кун поставил «Анжелу». После установления диктатуры полковников в Греции он снова покинул страну, на этот раз отправился со своей женой Зеи Алки в Париж. Там он преподавал в Сорбонне и в консерватории, а также основал труппу Praxis .
Севастикоглу вернулся в Грецию в 1974 году, после падения диктатуры, занимался режиссурой и переводом. В 1981 году поселился в Афинах. В 1985 году режиссёр поставил в Национальном театре пьесу «Смерть королевского комиссара», написанную в 1955 году в Советском Союзе. Он переводил произведения Шоу, Колдуэлла, Пьюзо, ставил античных классиков, Достоевского, Шекспира, Арбузова и других.
Севастикоглу скончался в 1991 году в Афинах.
Жена Георгоса Севастиколгу — Зеи Алки, известная писательница.

## Проекты

### Театр
•	(2014) «Анджела», Гавриилидис Publications
•	(1992) театр, Kedros Publications
•	(1992) Praxis, Kastaniotis Publications

### Переводы
•	(2014) Шоу, Ирвин, «Похороните мертвых», Додони
•	(2013) Лорка, Федерико Гарсия, 1898—1936, «Проклятые венки», Додони
•	(2013) Горький, Максим, 1868—1936, «На дне», Додони
•	(2011) Горький, Максим, 1868—1936, «На дне», Eleftherotypia
•	(1998) Миддлтон, Томас, 1580—1627, «Пришельцы», Додони [перевод, адаптация]
•	(1989) Гарсиа Лорка, Федерико, 1898—1936, «Проклятые венки», Додони
•	(1984) Шоу, Ирвин, «Похороните мертвых», Додони
•	(1983) Киркленд, Джек, «Табачная дорога», Додони
•	(1977) Горький, Максим, 1868—1936, «На дне», Додони

### Сценарии
- 1963 — «Конец и начало» (СССР, «Мосфильм», режиссёр Манос Захариас)